# قفل (روستا)
 قفل  به عربی ( القَفَل )، روستایی است در دهستان وحج از توابع استان جَوف در کشور یمن در شبه جزیره عربستان.

## جمعیت
جمعیت آن ( ۵۵) نفر (۵ خانوار) می‌باشد.